# Schroeter (krater)
Schroeter är en nedslagskrater på planeten Mars namngiven efter den tyske astronomen Johann Hieronymus Schröter.
Kratern har en diameter på ungefär 291 km